# Vrbová nad Váhom
Vrbová nad Váhom (in ungherese Vágfüzes) è un comune della Slovacchia facente parte del distretto di Komárno, nella regione di Nitra.